# Rosa caudata
Rosa caudata es una especie de planta del género Rosa, de la familia Rosaceae.

## Taxonomía
Rosa caudata fue descrita por Baker en 1914.

## Distribución
Se encuentra en el territorio centro-norte y centro-sur de China.